# St. Edward's Catholic Church
La Iglesia Católica de San Eduardo, ubicada en Shamokin, Pensilvania, fue construida a fines del siglo XIX. Su congregación surgió de las iglesias Shamokin anteriores y sirvió a los hombres que trabajaban en el Ferrocarril de Danville y Pottsville . Con Eduardo el Confesor como su santo patrón, se construyó la primera iglesia católica de San Eduardo y luego se inauguró en 1840. En agosto de 1866 se estableció una parroquia y su primer párroco fue nombrado en septiembre de ese año. Una iglesia más grande se completó para el Día de Acción de Gracias de 1866.
La palada inicial y la construcción de una tercera iglesia comenzaron en 1872. La iglesia más grande, construida con piedra arenisca local, estaba adornada con pinturas y frescos interiores de tamaño natural. La iglesia, que entonces atendía a 1.400 personas, fue dedicada el 6 de junio de 1880. Está dentro de la diócesis católica de Harrisburg . Los lugareños afirmaron que St. Edward's era la primera iglesia del mundo en utilizar iluminación eléctrica. La corriente eléctrica fue proporcionada por Edison Illuminating Company of Shamokin y las bombillas fueron instaladas bajo la supervisión de Thomas Edison .

## Historia de iglesia en sus primeros tiempos
La necesidad de una iglesia católica comenzó con los trabajadores ferroviarios de Danville y Pottsville, muchos de los cuales eran de la fe católica, que fueron contratados para construir un ferrocarril en el área. A partir de 1838, los servicios religiosos se llevaron a cabo en el pueblo de Shamokin, dirigidos por predicadores de Pottsville y Minersville, Pensilvania . Se compró medio acre de tierra en el extremo oeste del pueblo, donde Stephen Bittenbender, Patrick Reilly y Matthew Brannigan construyeron una estructura de madera de 20 pies por 32 pies. El obispo Francis Kenrick de Filadelfia dedicó esto como la Iglesia de San Eduardo el 11 de octubre de 1840. El reverendo Michael Sheridan, pastor de la Iglesia de San José en Danville, estuvo a cargo de la congregación desde 1854 hasta octubre de 1857. Fue sucedido por el reverendo Edward Murray, quien se desempeñó como pastor hasta principios del verano de 1866.
Se estableció una parroquia en Shamokin en agosto de 1866, y el padre JJ Koch fue designado como su primer párroco en septiembre de 1866. La construcción de un segundo edificio más grande de la iglesia de St. Edward se completó en el Día de Acción de Gracias de 1866. La congregación pronto superó el edificio y en 1867 se amplió el edificio. Se construyó una casa parroquial en un terreno contiguo en la primavera de 1869.

## Construcción y electricidad
Habiendo planeado una nueva iglesia durante algún tiempo, el reverendo Koch dirigió la inauguración de una nueva iglesia en septiembre de 1872. La piedra arenisca de corte blanco del área de Big Mountain y otras piedras de construcción de Edgewood Park (Shamokin Indian Park) se trajeron en trineos durante el invierno de 1872-1873. Fueron cortados a medida en el sitio por una docena de trabajadores y la primera piedra se colocó el 23 de mayo de 1873. El techo se completó en 1873 o 1875. La primera misa se llevó a cabo en el sótano en Navidad y los servicios de la iglesia se llevaron a cabo allí hasta que se completó todo el edificio.
La torre de la iglesia se completó en 1875 y cuatro años más tarde se terminó el interior. La torre de la iglesia, con cuatro campanas grandes que pesaban 8500 libras, medía 207 pies (63,1 m) alto. Un artista de Filadelfia creó los frescos interiores. Se creó una representación de la Resurrección de Cristo, rodeada por los cuatro evangelistas, en un 22 pies (6,7 m) fresco en el techo. Las obras de arte incluyeron pinturas de tamaño natural de San Eduardo, el patrón de la iglesia, San Patricio y La Crucifixión y se colgaron sobre el altar principal. Los doce Apóstoles estaban pintados en las paredes. El padre Kock importó dos estatuas de Francia que se sentaron a ambos lados del altar. Representaban a Cristo encontrándose con su Madre en el Camino del Calvario y el Descendimiento de la Cruz . La iglesia, que inicialmente atendió a 1.400 personas, está ubicada en Shamokin Street y Webster Street, cerca del centro de Shamokin. La tercera Iglesia Católica de St. Edward, dentro de la Diócesis de Harrisburg, fue dedicada el 6 de junio de 1880.
Se construyó una adición en la parte trasera del edificio en 1882 para guardar los registros y vestimentas de la iglesia. La iglesia recibió luces eléctricas en 1883. La corriente eléctrica a la iglesia fue suministrada por Edison Electric Illuminating Company of Shamokin. Los lugareños afirmaron que era la primera iglesia del mundo con iluminación eléctrica, aunque según los registros de un museo de Edison, St. Edward's fue precedida en ese sentido por la iglesia City Temple en Londres y una iglesia, 1.ª Presbiteriana, en Roselle, Nueva Jersey .
El sistema eléctrico de Roselle estaba cableado con un sistema de 330 voltios. La iglesia de St. Edward fue la primera en estar cableada con un sistema de 110 voltios, que luego se adoptó en todo Estados Unidos. Las luces de esta iglesia se encendieron por primera vez el 22 de septiembre de 1883. El proyecto eléctrico completo fue diseñado y supervisado por Thomas Edison.

## Escuela parroquial
El padre Koch organizó una escuela parroquial en 1874, que operaba en el edificio de la iglesia de 1866. Inicialmente, la escuela empleaba maestros laicos. Las Hermanas de la Caridad de Mount St. Vincent, Nueva York, asumieron la supervisión de la iglesia en 1875, con cuatro hermanas ubicadas en St. Edwards. Se construyó un convento para ellos en 1877. En 1884 se completó una escuela de ladrillo en un lote frente a la iglesia. Para 1911, había más de 700 estudiantes a quienes enseñaban 14 Hermanas de la Caridad.

## Remodelación delsigloXX
En 1906, el interior de la iglesia fue remodelado para incluir vidrieras y decoraciones del artista italiano Baraldi. Hasta 1932, el campanario de la iglesia era la estructura más alta de la zona, pero luego bajó 100 pies. El sótano de la iglesia se convirtió en un salón social y en 1938 se completó una remodelación interior adicional, incluida la instalación de mármol de Carrara para el revestimiento de madera, una baranda de comunión y un altar.
Un extenso proyecto de remodelación de 1968 y 1969 tuvo como resultado la reparación de los muros de piedra exteriores y de las juntas de mortero y la remodelación del interior. Se montaron cruces de Canterbury en las estaciones del Vía Crucis. Las modernas palabras en inglés de Mateo 11:28, Venid a mí todos los que estáis cansados y agobiados, y yo os haré descansar, sustituyeron al antiguo texto en latín pronunciado por Cristo que había anteriormente. Otros cambios fueron la adición de símbolos de la Trinidad en el techo y otros símbolos colocados en las paredes. En el interior de la iglesia se añadió una reproducción del cuadro de Reubens sobre la crucifixión de Jesús. La iglesia se volvió a inaugurar en 1969.

## Incendio de 1971
La estructura de 99 años, que entonces servía a 2500 miembros de la iglesia, se incendió en 1971. El fuego, tan feroz que requirió 200 bomberos voluntarios para combatir el fuego y salvar las estructuras cercanas, derribó la iglesia de modo que solo quedaron los muros de piedra. La iglesia fue reconstruida durante los próximos tres años. El interior de la nueva iglesia se construyó dentro de los muros de la estructura original, que fue todo lo que quedó después del incendio de 1971. Hubo una dedicación formal del edificio recién construido en octubre de 1974, oficiada por The Most Rev. Joseph Thomas Daley, DD, obispo de la diócesis de Harrisburg.

## Iglesia Católica Madre Cabrini
Debido a la disminución de la membresía de la iglesia, la necesidad de volver a trazar los límites de la parroquia y la necesidad de unir recursos: cinco iglesias católicas en la región minera del carbón de Pensilvania se consolidaron en 1995 en la nueva parroquia Madre Cabrini.  La parroquia de San Eduardo, que era fundamental para las cinco iglesias, pasó a llamarse parroquia Madre Cabrini por su santa patrona, Frances Xavier Cabrini . Como resultado de la consolidación, la congregación se volvió más diversa. Recogió miembros de las cuatro iglesias lituana, polaca y eslovaca. La orden franciscana que supervisaba la iglesia de St. Stanislaus luego supervisó el antiguo edificio de la iglesia de St. Edward, ahora Mother Cabrini.
En reconocimiento a la historia minera del carbón de la región, la iglesia tiene un Altar del Carbón. Participa en el Festival del Patrimonio Antracita anual de la ciudad.